# Уэхара, Мию
Мию Уэхара (яп. 上原 美優 Уэхара Мию, 2 мая 1987 года, Танегасима, Кагосима, Япония — 12 мая 2011 года, Мэгуро, Токио, Япония) — японская фотомодель (gravure idol) и актриса.

## Биография
Родилась 2 мая 1987 года в Танегасиме (Кагосима, Япония), там же окончила среднюю школу. Настоящее имя — Муцуми Фудзисаки (яп. 藤崎 睦美 Фудзисаки Муцуми). Она была младшим ребёнком из 10-ти детей в своей семье. Чтобы заработать на обучение, подрабатывала во время уроков. Она переехала в Токио в 17-летнем возрасте и начала свою модельную карьеру в 2005 году. В 2009 году снялась в фильме «Яттерман».
Она стала известна как «бедная кукла» из-за её бедного происхождения, и после того, как она появилась на обложке журнала «Weekly Playboy», она выпустила свою первую фотокнигу, «Харе Токидоки Намида» («Ярмарка, затем случайные слёзы»). Она появилась в общей сложности в 445 телевизионных программах и двух телевизионных рекламных роликах к маю 2011 года.
Покончила жизнь самоубийством, повесившись 12 мая 2011 года в Мэгуро (Токио, Япония) спустя 10 дней после своего 24-летия.